# アノールトカゲ科
アノールトカゲ科またはアノール科 (Dactyloidae) は、有鱗目イグアナ下目の1科である。
かつてはイグアナ科にハガクレトカゲ属 (Polychrus) と共に含められアノールトカゲ亜科 (Polychrinae) とされていた。別の説ではハガクレトカゲ属と共にアノールトカゲ科 (Polychridae) とされていた。それらの場合も、学名と異なり和名はアノールトカゲ（亜）科だった。
約400種を含む巨大な科。アノール (Anole) と総称される。

## 特徴
中南米に生息する半水生のウォーターアノールなどの6種は、撥水性の皮膚を持つ頭に水の泡を付けたままにでき、水中で泡を使った呼吸を行うことで長時間、長いもので15分以上20分近く潜水する。ヘビから逃げやすいように、しばしば枝の先端で眠る。

## 日本の外来生物
日本には本来分布しないが、小笠原諸島及び沖縄本島にグリーンアノールが帰化している。
以下の種と属が外来生物法により指定されており、事実上輸入はできない。
- 特定外来生物 - グリーンアノール、ブラウンアノール、ナイトアノール、ガーマンアノール、アノリス・アングスティケプス、アノリス・アルログス、アノリス・アルタケウス、アノリス・ホモレキス
- 未判定外来生物 - 上記以外のアノール属、ノロプス属全種

## 分類
この科は、かつては以下の2属に分類されていて、それぞれ100種以上が属していた。
- アノール属（アノールトカゲ属） Anolis - グリーンアノールなど
- ノロプス属 Norops - ブラウンアノールなど

近年の系統解析によると、アノール属は側系統であり、7属に分割するか、逆にノロプス属も含めるべきだという。
分割した場合の属リスト（ノロプス属を加えた8属）は以下のとおり。
- Dactyloa タイプ
- Deiroptyx
- Audantia
- Chamaelinorops カメレオンモドキ属
- Xiphosurus
- Anolis （かなりの種が除外されるため和名が引き続きアノール属となるかどうかは不確定）
- Ctenonotus
- Norops  ノロプス属

Phenacosaurus を設ける説もあったが、Dactyloa（あるいは属を分割しないなら Anolis）に含められる。
かつてはハガクレトカゲ属 (Polychrus)、Anisolepis、Diplolaemus、Enyalius、Leiosaurus、Pristidactylus、Urostrophus などの属を同科とすることもあったが、遠縁であることがわかった。ハガクレトカゲ属はグリーンイグアナ属 (Iguana) やバシリスク属 (Basiliscus) に近縁の可能性があるが単独で科 Polychridae に残し、他は、別科Leiosauridaeに分割することが多い。